# نتلایفی
نتلایفی (انگلیسی: Netlify) شرکت نرم‌افزار آمریکایی است، که در سال ۲۰۱۴ تأسیس شد.